# Hannu Kamppuri
Hannu Juhani Kamppuri  (* 1. Juli 1957 in Helsinki) ist ein ehemaliger finnischer Eishockeytorwart, der in seiner aktiven Zeit von 1973 bis 1990 unter anderem für die New Jersey Devils in der National Hockey League und die Edmonton Oilers in der World Hockey Association gespielt hat. 

## Karriere
Hannu Kamppuri begann seine Karriere als Eishockeyspieler in seiner Heimatstadt bei Karhu-Kissat Helsinki, für dessen Profimannschaft er in der Saison 1973/74 sein Debüt in der SM-sarja gab. Anschließend wechselte er zu dessen Stadtnachbarn Jokerit Helsinki. Nach einer Spielzeit bei dessen A-Junioren und einer weiteren als Ersatzgoalie, konnte er sich schnell als Stammtorwart in Jokerits Profiteam durchsetzen. In der Saison 1977/78 und der Saison 1978/79 wurde er jeweils in das All-Star Team der SM-liiga gewählt, welche 1975 die SM-sarja als höchste finnische Spielklasse abgelöst hatte. Seine guten Leistungen blieben auch in Nordamerika nicht unentdeckt und der Finne wurde im März 1978 von den Edmonton Oilers unter Vertrag genommen. Nachdem die Spielzeit in Finnland beendet worden war, ging er nach Kanada und stand bis Ende der Saison 1978/79 in zwei Spielen für Edmonton in der World Hockey Association auf dem Eis. Im folgenden Jahr spielte er hauptsächlich für die Houston Apollos, für die er in 19 Spielen in der Central Hockey League auflief. Zudem bestritt er drei Partien für die Baltimore Clippers in der Eastern Hockey League. 
Im Sommer 1980 kehrte Kamppuri in seine finnische Heimat zurück und wurde in den folgenden vier Jahren ein Leistungsträger bei Tappara Tampere in der SM-liiga und in der Nationalmannschaft. Mit Tappara wurde er zunächst in der Saison 1980/81 finnischer Vizemeister und in den Spielzeiten 1981/82 und 1983/84 finnischer Meister. Auch für ihn persönlich verlief die Zeit von 1980 bis 1984 sehr erfolgreich. In dieser Zeit wurde er weitere drei Mal in das All-Star Team der SM-liiga gewählt (1981, 1983 und 1984), erhielt in jedem der vier Jahre den SM-liiga Lynces Academici Goalie Award und erhielt drei Mal die Urpo-Ylönen-Trophäe als bester Torwart der SM-liiga (1981, 1982 und 1984). Daraufhin erhielt er erneut die Möglichkeit nach Nordamerika zu wechseln und erhielt zur Saison 1984/85 einen Vertrag bei den New Jersey Devils aus der National Hockey League. Für die defensivschwache Mannschaft stand er in 13 Spielen zwischen den Pfosten, von denen er jedoch elf verlor bei einem Gegentorschnitt von 5.02 Toren pro Spiel. Im weiteren Saisonverlauf kam er zudem für die Maine Mariners in der American Hockey League und die Fort Wayne Komets in der International Hockey League zum Einsatz. 
Nach einem enttäuschenden Jahr jenseits des Atlantik, kehrte Kammpuri ein weiteres Mal nach Finnland zurück. Dort erhielt er für die Saison 1985/86 einen Vertrag bei SaiPa Lappeenranta. Dort konnte er an seine alte Form anknüpfen und wurde erstmals nach drei Jahren wieder in die Nationalmannschaft berufen. Von 1986 bis 1988 stand er bei Kärpät Oulu im Tor und konnte vor allem in der Saison 1986/87 überzeugen, als er seine Mannschaft überraschend in das Playoff-Finale führte. Er selbst erhielt für seine Leistungen den SM-liiga Lynces Academici Goalie Award, die Urpo-Ylönen-Trophäe und wurde in das All-Star Team berufen. Zuletzt spielte er noch zwei Jahre für den SM-liiga-Teilnehmer KooKoo. In der Saison 1988/89 erhielt er ein letztes Mal den SM-liiga Lynces Academici Goalie Award. Zudem wurde er von der Zeitschrift Ilta-Sanomat zum Spieler des Jahres auserkoren. Im Anschluss an die Saison 1989/90 beendete er im Alter von 33 Jahren seine Karriere. Im Jahr 1998 wurde er als insgesamt 115. Spieler mit der Aufnahme in die Finnische Hockey Hall of Fame geehrt.        

### International
Für Finnland nahm Kamppuri im Juniorenbereich ausschließlich an der Junioren-Weltmeisterschaft 1977 teil. Im Seniorenbereich stand er im Aufgebot seines Landes bei den Weltmeisterschaften 1981, 1982, 1983, 1986 und 1987. Insgesamt bestritt er 25 Spiele bei A-Weltmeisterschaften.

## Erfolge und Auszeichnungen
| - 1978 SM-liiga All-Star Team - 1979 SM-liiga All-Star Team - 1981 Finnischer Vizemeister mit Tappara Tampere - 1981 SM-liiga All-Star Team - 1981 SM-liiga Lynces Academici Goalie Award - 1981 Urpo-Ylönen-Trophäe - 1982 Finnischer Meister mit Tappara Tampere - 1982 SM-liiga Lynces Academici Goalie Award - 1982 Urpo-Ylönen-Trophäe - 1983 SM-liiga All-Star Team - 1983 SM-liiga Lynces Academici Goalie Award | - 1984 Finnischer Meister mit Tappara Tampere - 1984 SM-liiga All-Star Team - 1984 SM-liiga Lynces Academici Goalie Award - 1984 Urpo-Ylönen-Trophäe - 1987 Finnischer Vizemeister mit Kärpät Oulu - 1987 SM-liiga All-Star Team - 1987 SM-liiga Lynces Academici Goalie Award - 1987 Urpo-Ylönen-Trophäe - 1989 SM-liiga Lynces Academici Goalie Award - 1989 Ilta-Sanomat Star-Spieler - 1998 Aufnahme in die Finnische Hockey Hall of Fame |